# Друкована копія
У сфері обробки інформації Федеральний стандарт США 1037C (Глосарій телекомунікаційних термінів) визначає друковану копію як постійне відтворення або копію у формі фізичного об'єкта будь-якого носія, придатного для безпосереднього використання особою (зокрема, на папері)., відображених або переданих даних. Приклади друкованих копій включають сторінки на телепринтері, безперервні друковані стрічки, комп'ютерні роздруківки та радіофотодруки. З іншого боку, фізичні об'єкти, такі як магнітні стрічки, дискети або недруковані перфоровані паперові стрічки, не визначені 1037C як друковані копії.
Файл, який можна переглядати без друку на екрані, іноді називають електронною копією. Федеральний стандарт США 1037C визначає «електронну копію» як «непостійне відображуване зображення, наприклад, на дисплеї з електронно-променевою трубкою».
Синоніми терміна друкована копія:
- «Копія документа тверда» згадується у нормативному документі ДСТУ 2226-93 АВТОМАТИЗОВАНІ СИСТЕМИ.Терміни.
- роздруківка
- роздрукована / друкована копія

Термін «друкована копія» з'явився раніше, ніж цифровий комп'ютер. У процесі друкування книг і газет «друкована копія» відноситься до рукопису або машинописного документа, який був відредагований і вичитаний і готовий для набору або читання в ефірі в радіо- чи телевізійному ефірі. Старе значення друкованої копії було здебільшого відкинуто після інформаційної революції.

## Використання в комп'ютерній безпеці
Одним із часто забутих видів використання принтерів є сфера ІТ-безпеки. Копії різних системних і серверних журналів активності зазвичай зберігаються в локальній файловій системі, де віддалений зловмисник, досягнувши своїх основних цілей, може потім змінити або видалити вміст журналів, намагаючись «замести сліди» або іншим чином перешкодити зусиллям системних адміністраторів і експертів з безпеки. Однак, якщо записи журналу одночасно надсилаються на принтер, рядок за рядком, створюється локальний друкований запис системної діяльності, який не можна віддалено змінити чи іншим чином маніпулювати. Матричні принтери ідеально підходять для цього завдання, оскільки вони можуть послідовно друкувати кожен запис журналу, один за раз, коли вони додаються до журналу. Звичайна підтримка матричним принтером «безперервних» (рулонний папір чи інші рулонні матеріали, фальцований папір) канцелярських матеріалів також запобігає таємному видаленню чи зміні викривальних сторінок на сторінки без доказів підробки.

## Дисфемізм«мертві дерева»
У Файлі Жаргонів хакера є таке визначення:
dead-tree version
[common] A paper version of an on-line document; one printed on dead trees. In this context, «dead trees» always refers to paper. See also tree-killer.
яке можна перекласти так:
мертво-деревна версія
[звичайний] Паперова версія он-лайн документа; версія надрукована на мертвих деревах. У цьому контексті «мертві дерева» завжди стосується паперу. Дивіться також tree-killer.
Пов'язаним записом /визначенням у файлі жаргонів є «tree-killer» — «вбивця дерев», що може стосуватися або принтера, або людини, яка марнує папір.
І ще визначення із файла жаргонів:
documentation: n.
The multiple kilograms of macerated, pounded, steamed, bleached, and pressed trees that accompany most modern software or hardware products (see also tree-killer). Hackers seldom read paper documentation and (too) often resist writing it; they prefer theirs to be terse and on-line. A common comment on this predilection is «You can't grep dead trees»…
можливий переклад якого:
документація : і.
Кілька кілограмів витертих, подрібнених, пропарених, вибілених і пресованих дерев, які супроводжують більшість сучасних програмних і апаратних продуктів (див. також tree-killer). Хакери рідко читають паперову документацію і (надто) часто опираються її написанню; вони вважають за краще, щоб вона була стислою та онлайновю. Поширеним коментарем щодо цієї прихильності є «Ви не можете виконати grep для мертих дерев»…
В цьому визначенні йдеться про утіліту Unix grep, яка находить у файлі рядки, що відповідають заданому регулярному виразу. Це означає, що є перевага зберігання документів у цифровій формі, а не на папері, щоб у них було легше шукати певний вміст.